# Довер (Оклахома)
Довер (англ. Dover) — місто (англ. town) в США, в окрузі Кінгфішер штату Оклахома. Населення — 400 осіб (2020).

## Географія
Довер розташований за координатами 35°58′53″ пн. ш. 97°54′39″ зх. д. / 35.98139° пн. ш. 97.91083° зх. д. (35.981363, -97.910841).  За даними Бюро перепису населення США в 2010 році місто мало площу 0,80 км², уся площа — суходіл.

## Демографія
Згідно з переписом 2010 року, у місті мешкали 464 особи в 163 домогосподарствах у складі 129 родин. Густота населення становила 577 осіб/км².  Було 179 помешкань (223/км²).
Расовий склад населення:
| - 72,0 % — білих - 2,2 % — чорних або афроамериканців - 0,9 % — азіатів - 0,6 % — корінних американців - 22,0 % — осіб інших рас |

До двох чи більше рас належало 2,4 %. Частка іспаномовних становила 34,1 % від усіх жителів.
За віковим діапазоном населення розподілялося таким чином: 31,2 % — особи молодші 18 років, 59,3 % — особи у віці 18—64 років, 9,5 % — особи у віці 65 років та старші. Медіана віку мешканця становила 35,0 року. На 100 осіб жіночої статі у місті припадало 100,0 чоловіків;  на 100 жінок у віці від 18 років та старших — 95,7 чоловіків також старших 18 років.
Середній дохід на одне домашнє господарство  становив 45 306 доларів США (медіана — 41 458), а середній дохід на одну сім'ю — 46 984 долари (медіана — 43 438). За межею бідності перебувало 14,4 % осіб, у тому числі 20,4 % дітей у віці до 18 років та 14,3 % осіб у віці 65 років та старших.
Цивільне працевлаштоване населення становило 134 особи. Основні галузі зайнятості: сільське господарство, лісництво, риболовля — 28,4 %, освіта, охорона здоров'я та соціальна допомога — 23,9 %, виробництво — 11,9 %, інформація — 6,7 %.